# Thomas E. Winn
Thomas Elisha Winn, född 21 maj 1839 i Clarke County i Georgia, död 5 juni 1925 i Atlanta i Georgia, var en amerikansk demokratisk politiker. Han var ledamot av USA:s representanthus 1891–1893.
Winn utexaminerades 1860 från Emory and Henry College, studerade sedan juridik och inledde 1861 sin karriär som advokat i Alpharetta. I amerikanska inbördeskriget tjänstgjorde han som officer i Amerikas konfedererade staters armé och befordrades till sist till överstelöjtnant.
Winn efterträdde 1891 Allen D. Candler som kongressledamot och efterträddes 1893 av Farish Carter Tate.